# Церква Преображення Господнього (Сасів)
Церква Преображення Господнього в Сасові — храм ПЦУ в селі Сасові Золочівської громади Золочівського району Львівської области України.

## Історія
28 липня 1887 року під час пожежі згоріла сільська дерев'яна церква Преображення Господнього з плебанією.
13 червня 1895 року наріжний камінь під будівництво храму освятив митрополит Сильвестр Сембратович. Зведення мурованого тривало в 1895—1898 роках за проєктом Василя Нагірного. Мулярські роботи виконав Михайло Голембйовський.
1944 року під час Другої світової війни церква зазнала значних пошкоджень внаслідок артилерійського обстрілу і не діяла до 1989 року. У радянський період храм слугував складським приміщенням. Від 1989 року тривали відновлювальні роботи церкви. Від 1991 року храм у лоні ПЦУ.
У 1994—1998 роках споруджено іконостас, над яким працювали художник‑різьбяр Федір Крупка, іконописець Володимир Гратило, Ігор Тимків (позолотні роботи).
1999 року до бічних вівтарів ікони Святого Архистратига Михаїла та Покрови Пресвятої Богородиці намалював Костянтин Маркович. Протягом 2005—2006 років тривав розпис купола церкви, який здійснили малярі Григорій Лоїк, Ігор Романко та Михайло Голютяк. Згодом у 2007—2008 роках над стінописом іншої частини церкви працювало іконописне об'єднання «Кипріян» (нині «Образ») під керівництвом Олексія Чередніченка.

## Парохи
- о. Іван Чернявський (1832—1849)
- о. Ігнатій Телішевський (1849—1850, адміністратор)
- о. Олександр Корчинський (1850—1884)
- о. Семен Питушевський (1885—1905)
- о. Микола Салій
- о. Йосиф Макаревич (1905—1906, адміністратор)
- о. Юліян Дудик (1906—1920)
- о. Володимир Лиско (1920—1921, адміністратор; 1921—1944)

Сотрудники:
- о. Михайло Зазаревич (1846—1849)
- о. Микола Макух (1859—1869)
- о. Захарій Тармавський (1870—1871)
- о. Маркель Лотоцький (1871—1874)
- о. Григорій Лис (1874—1878)
- о. Юліян Колюбинський (1878—1879)
- о. Микола Цегельський (1880—1881)
- о. Іван Калинський (1881—1884)
- о. Андрій Дольницький (1884—1886)
- о. Михайло Левицький (1886—1887)
- о. Володимир Ганицький (1887—1888)
- о. Дмитро Бахталовський (1888—1894)
- о. Антін Захарясевич (1890—1892)
- о. Володимир Кальба (1893—1894)
- о. Теодор Кордуба (1894—1895)
- о. Яків Зробек (1894—1895)
- о. Юліян Гумецький (1895—1897)
- о. Теодор Сахно (1896—1897)
- о. Максим Кінаш (1897—1898)
- о. Йосиф Романюк (1897—1898)
- о. Іван Потопник (1898—1902)
- о. Лев Селинський (1898—1901)
- о. Максим Панасюк (1901—1903)
- о. Михайло Захарчук (1903—1904)
- о. Пилип Свергунь (1903—1904)
- о. Володимир Яримович (1904—1906)
- о. Антін Бучко (1906—1909)
- о. Іван Мацієвич (1909—1910)
- о. Мирон Копистянський (1910—1913)
- о. Володимир Бук (1913—1914)